# Великобритания на летних Олимпийских играх 1928
На летних Олимпийских играх 1928 года Великобританию представляли 232 спортсмена (201 мужчина, 31 женщина). Они завоевали 3 золотых, 10 серебряных и 7 бронзовых медалей, что вывело сборную на 11-е место в неофициальном командном зачёте. 

## Медалисты
| Медаль  | Спортсмен | Вид спорта            | Дисциплина                               |
| ------- | --- | --------------------- | ---------------------------------------- |
| Золото  | Ричард Бизли Эдвард Воган Беван Джон Лэндер Майкл Ворринер                                                                                                  | Академическая гребля  | Мужчины, четвёрки распашные без рулевого |
| Золото  | Дуглас Лоуэ | Лёгкая атлетика       | Мужчины, 800 м                           |
| Золото  | Дэвид Берли | Лёгкая атлетика       | Мужчины, 400 м с барьерами               |
| Серебро | Фрэнк Саутхолл | Велоспорт             | Мужчины, индивидуальная гонка по шоссе   |
| Серебро | Джек Лаутервассер Джон Миддлтон Фрэнк Саутхолл | Велоспорт             | Мужчины, командная гонка по шоссе        |
| Серебро | Джон Сиббит Эрнест Чамберс | Велоспорт             | Мужчины, тандем                          |
| Серебро | Муриэл Фримен | Фехтование            | Женщины, рапира, личное первенство       |
| Серебро | Теренс О’Брайен Роберт Нисбет | Академическая гребля  | Мужчины, двойки распашные без рулевого   |
| Серебро | Джеми Гамильтон Гай Оливер Николс Джон Бэдкок Дональд Голлан Гарольд Лэйн Гордон Киллик Джек Бересфорд Гарольд Вест Артур Салли                             | Академическая гребля  | Мужчины, восьмёрки                       |
| Серебро | Эллен Кинг | Плавание              | Женщины, 100 м на спине                  |
| Серебро | Джойси Купер Эллен Кинг Цисси Стюарт Ирис Таннер | Плавание              | Женщины, эстафета 4×100 м вольным стилем |
| Серебро | Джек Лондон | Лёгкая атлетика       | Мужчины, 100 м                           |
| Серебро | Уолтер Рэнджели | Лёгкая атлетика       | Мужчины, 200 м                           |
| Бронза  | Фрэнк Саутхолл Гарри Вайлд Леонард Вайлд Перси Вайлд | Велоспорт             | Мужчины, командная гонка преследования   |
| Бронза  | Энни Броадбент Люси Десмонд Маргарет Хартли Эми Джаггер Изобель Джудд Джесси Кайт Марджори Мореман Эдит Пиклес Этель Сеймур Ада Смит Хильда Смит Дорис Вудс | Спортивная гимнастика | Женщины, командное первенство            |
| Бронза  | Теодор Коллет | Академическая гребля  | Мужчины, одиночки                        |
| Бронза  | Джойси Купер | Плавание              | Женщины, 100 м вольным стилем            |
| Бронза  | Джойси Купер | Плавание              | Женщины, 100 м на спине                  |
| Бронза  | Джек Лондон Уолтер Рэнджели Сирил Джилл Эдвард Смоуха | Лёгкая атлетика       | Мужчины, эстафета 4×100 м                |
| Бронза  | Сэмюэл Рабин | Борьба                | Мужчины, вольная борьба, до 79 кг        |

## Результаты соревнований

### Академическая гребля
Олимпийские соревнования по академической гребле проходили с 3 по 10 августа в деревне Слотен, которая расположена в 6 км к западу от центра Амстердама. В каждом заезде стартовали две лодки. Победитель заезда проходил в следующий раунд, а проигравшие на предварительном этапе попадали в отборочный раунд. Спортсмены, проигравшие два заезда, завершали борьбу за медали. Начиная с третьего раунда экипажи, уступавшие в заезде, выбывали из соревнований. Для определения бронзового призёра проводился заезд за 3-е место.
Мужчины
| Соревнование | Спортсмены                    | Первый раунд                   | Отборочный заезд     | Второй раунд               | Отборочный заезд           | Третий раунд             | Полуфинал                | Финал                       | Место |
| Соревнование | Спортсмены                    | Соперник / Результат           | Соперник / Результат | Соперник / Результат       | Соперник / Результат       | Соперник / Результат     | Соперник / Результат     | Соперник / Результат        | Место |
| ------------ | ----------------------------- | ------------------------------ | -------------------- | -------------------------- | -------------------------- | ------------------------ | ------------------------ | --------------------------- | ----- |
| одиночки     | Ламбертус Гунтер              | SUIЭ. Кандево 8:29,6 В −6,2    | не участвовал        | USAК. Майерс 7:56,4 П +9,6 | HUNБ. Сендеи 7:35,2 В −7,2 | CANД. Райт 7:52,2 В −5,4 | AUSГ. Пирс 7:08,6 П +6,8 | За 3-е место                | 3     |
| одиночки     | Ламбертус Гунтер              | SUIЭ. Кандево 8:29,6 В −6,2    | не участвовал        | USAК. Майерс 7:56,4 П +9,6 | HUNБ. Сендеи 7:35,2 В −7,2 | CANД. Райт 7:52,2 В −5,4 | AUSГ. Пирс 7:08,6 П +6,8 | NEDЛ. Гунтер 7:19,8 В −11,8 | 3     |
| двойки       | Теренс О’Брайен Роберт Нисбет | Швейцария · 7:56,2 OB · В -2,2 | не участвовали       | США · 7:14,2 · П +2,2      | без соперника В            | не проводится            | Италия · 7:08,6 · В -8,2 | Германия · 7:08,8 · П +2,4  | 2     |